# Bušizem
Bušizem je v angleščini beseda ali fraza, poimenovana po Georgu Bushu, največkrat izrečena javno in ne v vnaprej pripravljenih govorih. Bušizmi so tudi navedki iz Bushevih govorov, ki vsebujejo napake iz geografije, zgodovine in/ali politike. Iz njih ni mogoče jasno razbrati, ali dejansko odsevajo govornikovo (predsednikovo) neznanje in napačno mnenje ali pa so zgolj posledica verbalnih nezgod.

## Primeri bušizmov
Nekatere primere je, tako kot mnoge besedne igre, težko prevesti, npr.: »They misunderestimated me.« je približno: »Napačno so me podcenjevali.«
- »... razoroži se, ali pa se bomo mi«, v govoru o Sadamu Huseinu.
- »Bela« - odgovor na vprašanje britanskega otroka, kakšna je Bela hiša.
- »Bolj lahko uspeš z uspehom kot pa z neuspehom.«
- »Da ne bo kake pomote - zelo smo zaskrbljeni zaradi aidsa v naši Beli hiši.«
- »Guverner Bush ne bo podpiral subvencioniranja neuspehov.«
- »Najboljše investicije so tiste, ki temeljijo na ekonomiji.«
- »Naši nasprotniki so domiselni in iznajdljivi, a takšni smo tudi mi. Oni nikoli ne prenehajo misliti, kako bi še bolj prizadeli našo državo in ljudi, enako tudi mi.«
- »Ne preberem kar vsega, kar mi dajo.«
- »Potrebujemo energetski zakon, ki spodbuja porabo.«
- »Potrojili smo znesek, če se ne motim iz 50 na 195 milijonov dolarjev …«
- »Povem vam lahko le to, da sem bil zadovoljen s sodbami v vseh zadevah, ki sem jih pregledal. Ne verjamem, da smo v Teksasu kdaj usmrtili krivega, hočem reči - nedolžnega.«
- »V sistemu ne bo več ljudi, ki bodo izkoriščali ljudi, kot sem jaz.«
- »Veličina Amerike je v tem, da lahko vsakdo voli.«
- »Vse, kar vem o Slovaški, sem zvedel od vašega zunanjega ministra (Janeza Drnovška), ki je prišel v Teksas.«
- »Ena izmed veličin knjig je ta, da imajo včasih čudovite slike.«
- »Ponosen sem, da lahko stisnem roko človeku, ki mu je režim Sadama Huseina odsekal roko.«